# Кокранівська співпраця
Кокрейн (раніше відома як Кокранівська співпраця (англ. Cochrane Collaboration)) — міжнародна некомерційна організація, що вивчає ефективність медичних засобів та методик шляхом проведення рандомізованих контрольованих досліджень. Результати досліджень у вигляді систематичних оглядів, метааналізів публікуються в базі даних — Кокранівська бібліотека. Організація нараховує понад 28000 вчених-добровольців зі 100 країн світу.
Назва організації пов'язана з ім'ям епідеміолога Арчібальда Кокрана.
Кокрейнівска організація взаємодіє із Всесвітньою організацією охорони здоров'я на рівні ради директорів і реалізує спільні проєкти, одним із найважливіших з яких є журнал «Бібліотека репродуктивного здоров'я ВООЗ».